# Joaquín Muñoz Peirats
Joaquín Muñoz Peirats (València, 9 de desembre de 1931 - Conakry, Guinea, 8 de setembre de 1987) fou un advocat i polític valencià.

## Biografia
De família de comerciants dedicats a l'exportació agrària, es llicencià en economia per la Universitat de Deusto i en dret a la Universitat de Valladolid.
El 1961 fou un dels fundadors de l'Associació Valenciana de Cooperació Europea i arribà a president de l'Ateneu Mercantil de València i membre del patronat de la Universitat de València.
Va ser membre del consell privat de Joan de Borbó, comte de Barcelona, fins a la seva dissolució el 1969, i membre fundador el 1973 de la Federació de Partits Demòcrates Liberals (d'on formava part la seua formació, el Partit Demòcrata i Liberal del País Valencià), que el 1976 s'integrà a la UCD. Fou elegit diputat per València a les eleccions generals espanyoles de 1977 i 1979. Durant el seu mandat fou membre del Consell Superior d'Afers Exteriors i assessor parlamentari del Ministeri d'Afers Exteriors d'Espanya. Membre del sector renovador de la UCD, juntament amb el seu amic Francesc de Paula Burguera i Escrivà fou relegat per Emilio Attard Alonso durant l'anomenada batalla de València.
Fou diputat a l'Assemblea del Consell d'Europa (1978), conseller del Grup Prisa i lligat als cercles liberals de Joaquín Garrigues Walker. Després de patir un atac de cor el 1979 es va retirar de la política un cop acabà el seu mandat al Congrés dels Diputats el 1982. Fou promotor i accionista d'El País i ha estat membre del consell d'administració de les empreses Unión Química de Levante, Unión Levantina de Seguros, Inmobiliaria Vasco Levantina i Hoteles Marbella SA. Va morir d'un accident vascular cerebral a Guinea Conakry.